# Cydonia (zespół muzyczny)
Cydonia to zespół powermetalowy z Włoch. Zespół powstał w 1998 r. Liczył wówczas dwóch członków. Nazwa zespołu była efektem przeczytania przez członka zespołu - Martina - książki "The Mars Mystery". Trzecia osoba dołączyła do zespołu w listopadzie 1999 r. Był nią Jaymz Bateman. Wcześniej grał on w Red Skeleton. Zmianę zespołu motywował chęcią gry nie tylko dla przyjemności. 

## Członkowie
- Dan Keying - wokal
- Steve Sguario - gitara
- Trevor O'neal - gitara basowa
- Pete Daniels - gitara
- Stefan Ray - perkusja

### Byli członkowie
- Lee Crow - instrumenty klawiszowe
- Mat Stancioiu - perkusja

## Dyskografia
- Cydonia (2001)

1. "The King"
2. "Legend in Time"
3. "Land of Life"
4. "Great Soul of Steel"
5. "Last Prayers"
6. "Confused Future"
7. "Masters of Stars"
8. "Slave To Dream"
9. "Eternal Night"

- The Dark Flower (2003)